# ميديابارك

ميديابارك (بالألمانية: MediaPark) هي مشروع مدينة كولونيا، بها مباني ومرافق ووسائل الإعلام وقطاع الاتصالات جنبا إلى جنب مع المؤسسات الثقافية ،كما يوجد بها استديو 1 مباشر وإذاعة كولونيا تقع في الجزء الشمالي من كولونيا الجديدة.